# John O'Reilly (componist)
John Samuel O'Reilly (Walden (Orange County), 25 november 1940) is een Amerikaans componist, muziekpedagoog en dirigent.

## Levensloop
O'Reilly studeerde muziek aan de Crane School of Music van de State University of New York - Potsdam (SUNY) in Potsdam (New York) en behaalde aldaar zijn Bachelor of Music. Vervolgens studeerde hij aan de Columbia-universiteit in New York en behaalde zijn Master of Arts in compositie en muziektheorie. Tot zijn compositiedocenten behoorden Robert Washburn, Arthur Frackenpohl, Charles Walton en Donald Hunsberger.
Hij heeft een grote ervaring als muziekdocent van zowel basisonderwijs alsook van studenten op conservatoriumsniveau. O'Reilly is auteur van succesrijke theorieboeken voor harmonieorkesten en co-auteur van de methode "Accent on Achievement", de "Yamaha Band Student" en "Strictly Strings". Verder is hij gast-dirigent bij vele school-harmonieorkesten en zogenoemde All-State band in de Amerikaanse staat Nebraska.
De componist O'Reilly heeft een groot aantal werken voor harmonieorkest op zijn naam staan. Rond tien jaar was hij hoofd voor de afdeling blaasorkesten in de Amerikaans muziekuitgeverij Alfred Publishing Company. Zijn werken werden verschillende malen onderscheiden met de American Society of Composers, Authors and Publishers (ASCAP)-awards.

## Composities

### Werken voor harmonieorkest
- 1970 Kings go forth
- 1972 Kaleidoscope
- 1973 Stratford Overture
- 1975 Arlington Festive Music
- 1975 Regalia
- 1979 Jefferson County Overture
- 1980 Three Kentucky Sketches
- 1981 Cobb County Festival
- 1981 rev.1986 Granville Island Overture
- 1982 North Star Overture[1]
- 1983 Wood County Celebration
- 1983 Overture for Tomorrow
- 1984 Northwest Suite
- 1985 Mountain Fantasy
- 1985 Richland Overture
- 1986 Astford Castle
- 1986 Chesapeake Overture
- 1986 Hudson River Suite
- 1987 Christmas Holiday
- 1987 Forest Pines Overture
- 1989 Chishester Overture
- 1989 In Celebration
- 1992 Galway Bay Overture
- 1996 Newcastle Overture
- 2001 Aurora
- 2002 The Ancient Forest
- A Chanukah Festival
- A Christmas Treat
- A Holiday Processional
- A Kwanzaa Celebration
- A Mozart Mix
- A Patriotic Salute
- A River Trilogy
- A Virginia Trilogy
- A Winter's Sleighride
- African Marching Song
- African Spirit Dance
- American Spirit March
- An Evening with the Masters
- Bell Canyon March
- Best of Beethoven
- Buena Vista
- Camino Real
- Canciones Mexicanas
- Castlebridge
- Chant and Canon
- Chino Hills
- Christmas Fun
- Christmas Joy
- Christmas, Here We Come!

- Clarinet Blues
- Crater Lake Overture
- Dana Point Overture
- Deck the Halls
- Delmar Festival Overture
- Drums-Up-Front March
- Early English Christmas
- Echoes of Kyoto
- El Niño (O'Reilly)
- Fallbrook March
- Fanfare for Freedom
- Fanfare for Trumpets
- Fantasia on an Irish Hymn
- Firestorm (O'Reilly)
- First Christmas March
- First Christmas Overture
- First Concert Parade
- First Holiday Concert
- First Rockin' Christmas
- First Winter's Sleighride
- Five Note Concerto
- Goin' On a Sleigh Ride
- Granite Bay Overture
- Holiday for Basses
- Holiday Magic
- In a Christmas Mood
- In Memoriam
- Knight's Kingdom
- Let's Rock
- Manzanita
- March del Mar
- March for Kim
- March for Megan
- March Sarnac
- March Supreme
- March Zuma
- Marching Marines
- Meadowlawn March
- Merry Christmas to All
- Modal Overture
- Mountain Ridge Overture
- Night at the Pops
- North Bay Festival
- Northern Lights
- Northbridge Overture
- Old MacBingo
- On-Line March
- Overture Caprice
- Overture for a New Decade
- Pacific View Overture

- Palisades Overture
- Parade of the Tin Soldiers
- Port Royal Overture
- Postwood March
- Procession of the Kings
- Rio Grande Overture
- Rockin' a Round
- Rockin' Folk Medley
- Rockin' La Bamba
- Royal Pageant
- Santa Comes Marching In
- Saturday at the Symphony
- Saxy Cat Blues
- Shaker Hymn
- Song and Dance
- Spartacus
- Spirit of Flight
- Spring Island Celebration
- St. Charles Suite
- Starlight
- Starship
- Still the First Noel
- Stonegate Overture
- Suncoast Processional
- Supernova
- Suprise Symphony Variations
- Swingin' the Blues
- Synco-Rock
- The Big Three
- The Enchanted Wizard
- The Little Drummer boy
- The Lost Kingdom
- The Skye Boat Song
- Three National Anthems
- Three Warm-Up Chorales
- Tokyo 2000
- Trumpets of Seville
- Trumpets Up Front
- Two Colonial Sketches
- Two English Dances
- Two Famous Processionals
- Two Grieg Sketches
- Valley Circle March
- Viper Squadron March
- Viva Mariachi
- Winter Fun
- Woodlake March
- Yamaha Warm-Ups
- Yankee Spirit March
- Yorkshire Fantasy

## Media
1. ↑  North Star Overture door "2007 East Peoria Concert Band" o.l.v. Schneblin

- Gemeinsame Normdatei: 128753994
- International Standard Name Identifier: 0000 0001 0785 8294
- Library of Congress Control Number: n88144467
- MusicBrainz: fe5b9eab-04bf-4761-950d-17d88d3ab19e
- Nationale bibliotheek van Australië: 35913024
- Nederlandse Thesaurus van Auteursnamen: 152435611
- SNAC: w6q60c8j
- Trove: 1143338
- Virtual International Authority File: 91525870
- WorldCat: E39PBJfrMQ38WRK8BmK97hF9Xd